# Argœuves
Argœuves és un municipi francès situat al departament del Somme i a la regió dels Alts de França. L'any 2007 tenia 561 habitants.

## Demografia

### Població
El 2007 la població de fet d'Argœuves era de 561 persones. Hi havia 215 famílies de les quals 42 eren unipersonals (17 homes vivint sols i 25 dones vivint soles), 89 parelles sense fills, 80 parelles amb fills i 4 famílies monoparentals amb fills.
La població ha evolucionat segons el següent gràfic:
Habitants censats

### Habitatges
El 2007 hi havia 233 habitatges, 221 eren l'habitatge principal de la família i 12 estaven desocupats. 216 eren cases i 11 eren apartaments. Dels 221 habitatges principals, 197 estaven ocupats pels seus propietaris, 16 estaven llogats i ocupats pels llogaters i 8 estaven cedits a títol gratuït; 4 tenien una cambra, 12 en tenien dues, 20 en tenien tres, 45 en tenien quatre i 140 en tenien cinc o més. 166 habitatges disposaven pel capbaix d'una plaça de pàrquing. A 73 habitatges hi havia un automòbil i a 126 n'hi havia dos o més.

### Piràmide de població
La piràmide de població per edats i sexe el 2009 era:
| Homes | Edats   | Dones |
| ----- | ------- | ----- |
| 0     | 95 o +  | 0     |
| 0     | 90 a 94 | 0     |
| 0     | 85 a 89 | 4     |
| 4     | 80 a 84 | 4     |
| 20    | 75 a 79 | 4     |
| 4     | 70 a 74 | 16    |
| 16    | 65 a 69 | 12    |
| 24    | 60 a 64 | 12    |
| 16    | 55 a 59 | 20    |
| 24    | 50 a 54 | 24    |
| 8     | 45 a 49 | 16    |
| 36    | 40 a 44 | 16    |
| 12    | 35 a 39 | 20    |
| 40    | 30 a 34 | 24    |
| 20    | 25 a 29 | 8     |
| 28    | 20 a 24 | 24    |
| 12    | 15 a 19 | 20    |
| 24    | 10 a 14 | 4     |
| 12    | 5 a 9   | 8     |
| 8     | 0 a 4   | 16    |

## Economia
El 2007 la població en edat de treballar era de 377 persones, 259 eren actives i 118 eren inactives. De les 259 persones actives 242 estaven ocupades (132 homes i 110 dones) i 17 estaven aturades (8 homes i 9 dones). De les 118 persones inactives 52 estaven jubilades, 39 estaven estudiant i 27 estaven classificades com a «altres inactius».

### Ingressos
El 2009 a Argœuves hi havia 199 unitats fiscals que integraven 535 persones, la mediana anual d'ingressos fiscals per persona era de 22.156 €.

### Activitats econòmiques
Dels 27 establiments que hi havia el 2007, 3 eren d'empreses extractives, 1 d'una empresa alimentària, 2 d'empreses de fabricació d'altres productes industrials, 7 d'empreses de construcció, 4 d'empreses de comerç i reparació d'automòbils, 3 d'empreses de transport, 1 d'una empresa d'hostatgeria i restauració, 1 d'una empresa financera, 2 d'empreses de serveis, 2 d'entitats de l'administració pública i 1 d'una empresa classificada com a «altres activitats de serveis».
Dels 6 establiments de servei als particulars que hi havia el 2009, 2 eren tallers de reparació d'automòbils i de material agrícola, 1 paleta, 1 guixaire pintor, 1 lampisteria i 1 empresa de construcció.
Dels 2 establiments comercials que hi havia el 2009, 1 era una botiga de menys de 120 m² i 1 una fleca.
L'any 2000 a Argœuves hi havia 11 explotacions agrícoles que ocupaven un total de 736 hectàrees.

## Poblacions més properes
El següent diagrama mostra les poblacions més properes.